# Jefferson Valley–Yorktown
Jefferson Valley–Yorktown statisztikai település az USA New York államában, Westchester megyében. Lakosainak száma 14 444 fő (2020. április 1.).

## Népesség
A település népességének változása:

| 2010 | 14 142 |
| 2020 | 14 444 |